# Seznam památných stromů v okrese Třebíč
Toto je seznam památných stromů v okrese Třebíč, v němž jsou uvedeny památné stromy na území okresu Třebíč.
| Název                                                       | Obrázek                                                 | Umístění                                             | Druh | Obvod [v cm] | Kód wikidata      | Galerie                                                                                | Poznámka |
| ----------------------------------------------------------- | ------------------------------------------------------- | ---------------------------------------------------- | --- | --- | ----------------- | -------------------------------------------------------------------------------------- | --- |
| Výstavky dubů v lese Háj                                    | Všechny památné stromy                                  | Babice 49°7′30″ s. š., 15°45′29″ v. d.               | dub letní (5)                                                                                              | & Chyba ve výrazu: Neočekávaný operátor / Chyba ve výrazu: Neočekávaný operátor / Chyba ve výrazu: Neočekávaný operátor / Chyba ve výrazu: Neočekávaný operátor / Chyba ve výrazu: Neočekávaný operátor / Chyba ve výrazu: Neočekávaný operátor / Chyba ve výrazu: Neočekávaný operátor / Chyba ve výrazu: Neočekávaný operátor / Chyba ve výrazu: Neočekávaný operátor / Chyba ve výrazu: Neočekávaný operátor / Chyba ve výrazu: Neočekávaný operátor / Chyba ve výrazu: Neočekávaný operátor / Chyba ve výrazu: Neočekávaný operátor / Chyba ve výrazu: Neočekávaný operátor / Chyba ve výrazu: Neočekávaný operátor / -1.0000-0 | 100764 Q26783188  | Kategorie „Výstavky dubů v lese Háj“ na Wikimedia Commons                              | na okraji lesního porostu, viditelné po levé straně ze silnice z Cidliny do Babic, cca 750 m od Babic |
| Alej u Anniny cesty                                         | Alej u Anniny cesty                                     | Březník 49°10′59″ s. š., 16°10′26″ v. d.             | dub letní                                                                                                  | & Chyba ve výrazu: Neočekávaný operátor / Chyba ve výrazu: Neočekávaný operátor / Chyba ve výrazu: Neočekávaný operátor / Chyba ve výrazu: Neočekávaný operátor / Chyba ve výrazu: Neočekávaný operátor / Chyba ve výrazu: Neočekávaný operátor / Chyba ve výrazu: Neočekávaný operátor / Chyba ve výrazu: Neočekávaný operátor / Chyba ve výrazu: Neočekávaný operátor / Chyba ve výrazu: Neočekávaný operátor / Chyba ve výrazu: Neočekávaný operátor / Chyba ve výrazu: Neočekávaný operátor / Chyba ve výrazu: Neočekávaný operátor / Chyba ve výrazu: Neočekávaný operátor / Chyba ve výrazu: Neočekávaný operátor / -1.0000-0 | 100763 Q26791062  | Kategorie „Alej u Anniny cesty“ na Wikimedia Commons                                   | alej podle Anniny cesty kolmo navazující na silnici Náměšť nad Oslavou–Březník |
| Smrk na Oslavě                                              |                                                         | Březník 49°9′11″ s. š., 16°10′34″ v. d.              | smrk ztepilý                                                                                               | 442 | 100767 Q26785939  |                                                                                        | V PR Údolí Oslavy a Chvojnice, na levém břehu Oslavy, asi 2 km proti proudu nad mlýnem Skřípina |
| Smrk u Budíkovic †                                          | Smrk u Budíkovic                                        | Budíkovice 49°14′42″ s. š., 15°51′58″ v. d.          | smrk ztepilý                                                                                               | 258 | 100781 Q26785960  | Kategorie „Smrk u Budíkovic“ na Wikimedia Commons                                      | Na louce u okraje lesa asi 30 m vlevo od silnice z Třebíče do Budíkovic. Ochrana památného stromu byla zrušena 21. srpna 2019.                                                                                              |
| Lípa v Budišově †                                           | Lípa v Budišově                                         | Budišov 49°16′30″ s. š., 16°0′41″ v. d.              | lípa malolistá                                                                                             | 620 | 104414 Q56008054  |                                                                                        | V areálu budišovského zámku u barokního sousoší, parcelní číslo 3515/2; spadl při vichřici v červenci 1984, ochrana byla zrušena 23. dubna 2015.                                                                            |
| Buky a duby u Budkova                                       | Buky a duby u Budkova                                   | Budkov 49°3′37″ s. š., 15°41′29″ v. d.               | buk lesní, dub letní                                                                                       | & Chyba ve výrazu: Neočekávaný operátor / Chyba ve výrazu: Neočekávaný operátor / Chyba ve výrazu: Neočekávaný operátor / Chyba ve výrazu: Neočekávaný operátor / Chyba ve výrazu: Neočekávaný operátor / Chyba ve výrazu: Neočekávaný operátor / Chyba ve výrazu: Neočekávaný operátor / Chyba ve výrazu: Neočekávaný operátor / Chyba ve výrazu: Neočekávaný operátor / Chyba ve výrazu: Neočekávaný operátor / Chyba ve výrazu: Neočekávaný operátor / Chyba ve výrazu: Neočekávaný operátor / Chyba ve výrazu: Neočekávaný operátor / Chyba ve výrazu: Neočekávaný operátor / Chyba ve výrazu: Neočekávaný operátor / -1.0000-0 | 106039 Q26783176  | Kategorie „Buky a duby u Budkova“ na Wikimedia Commons                                 | Na okraji lesního porostu u komunikace mezi Budkovem a Dědicemi. |
| Lipové stromořadí v Červené Lhotě                           | Lipové stromořadí v Červené Lhotě                       | Červená Lhota 49°17′11″ s. š., 15°49′7″ v. d.        | javor mléč (2) javor klen (2) lípa velkolistá (10) jírovec maďal (1) lípa malolistá (16)                   | & Chyba ve výrazu: Neočekávaný operátor / Chyba ve výrazu: Neočekávaný operátor / Chyba ve výrazu: Neočekávaný operátor / Chyba ve výrazu: Neočekávaný operátor / Chyba ve výrazu: Neočekávaný operátor / Chyba ve výrazu: Neočekávaný operátor / Chyba ve výrazu: Neočekávaný operátor / Chyba ve výrazu: Neočekávaný operátor / Chyba ve výrazu: Neočekávaný operátor / Chyba ve výrazu: Neočekávaný operátor / Chyba ve výrazu: Neočekávaný operátor / Chyba ve výrazu: Neočekávaný operátor / Chyba ve výrazu: Neočekávaný operátor / Chyba ve výrazu: Neočekávaný operátor / Chyba ve výrazu: Neočekávaný operátor / -1.0000-0 | 100780 Q26791055  | Kategorie „Lipové stromořadí v Červené Lhotě“ na Wikimedia Commons                     | Pod pravou stranou silnice k Čechtínu, kolem staré hraběcí cesty od mlýna; obvod kmenů od 277 cm do 428 cm V roce 2024 bylo stromořadí nominováno do ankety Alej roku.                                                      |
| Skupina lip u Vantiberku                                    |                                                         | Červená Lhota 49°16′32″ s. š., 15°49′35″ v. d.       | lípa malolistá (3)                                                                                         | & Chyba ve výrazu: Neočekávaný operátor / Chyba ve výrazu: Neočekávaný operátor / Chyba ve výrazu: Neočekávaný operátor / Chyba ve výrazu: Neočekávaný operátor / Chyba ve výrazu: Neočekávaný operátor / Chyba ve výrazu: Neočekávaný operátor / Chyba ve výrazu: Neočekávaný operátor / Chyba ve výrazu: Neočekávaný operátor / Chyba ve výrazu: Neočekávaný operátor / Chyba ve výrazu: Neočekávaný operátor / Chyba ve výrazu: Neočekávaný operátor / Chyba ve výrazu: Neočekávaný operátor / Chyba ve výrazu: Neočekávaný operátor / Chyba ve výrazu: Neočekávaný operátor / Chyba ve výrazu: Neočekávaný operátor / -1.0000-0 | 100762 Q26783257  |                                                                                        | U křížku vpravo od silnice na Okřešice |
| Buk a jedle                                                 |                                                         | Číměř                                                | jedle bělokorá (1) buk lesní (1)                                                                           | & Chyba ve výrazu: Neočekávaný operátor / Chyba ve výrazu: Neočekávaný operátor / Chyba ve výrazu: Neočekávaný operátor / Chyba ve výrazu: Neočekávaný operátor / Chyba ve výrazu: Neočekávaný operátor / Chyba ve výrazu: Neočekávaný operátor / Chyba ve výrazu: Neočekávaný operátor / Chyba ve výrazu: Neočekávaný operátor / Chyba ve výrazu: Neočekávaný operátor / Chyba ve výrazu: Neočekávaný operátor / Chyba ve výrazu: Neočekávaný operátor / Chyba ve výrazu: Neočekávaný operátor / Chyba ve výrazu: Neočekávaný operátor / Chyba ve výrazu: Neočekávaný operátor / Chyba ve výrazu: Neočekávaný operátor / -1.0000-0 | 105677 Q26783255  |                                                                                        | V lesním porostu 201 K; v r. 1997 jedle již zaniklá, neexistuje |
| Lípy u kostela                                              | Lípy u kostela                                          | Domamil 49°4′59″ s. š., 15°41′45″ v. d.              | lípa malolistá (2)                                                                                         | & Chyba ve výrazu: Neočekávaný operátor / Chyba ve výrazu: Neočekávaný operátor / Chyba ve výrazu: Neočekávaný operátor / Chyba ve výrazu: Neočekávaný operátor / Chyba ve výrazu: Neočekávaný operátor / Chyba ve výrazu: Neočekávaný operátor / Chyba ve výrazu: Neočekávaný operátor / Chyba ve výrazu: Neočekávaný operátor / Chyba ve výrazu: Neočekávaný operátor / Chyba ve výrazu: Neočekávaný operátor / Chyba ve výrazu: Neočekávaný operátor / Chyba ve výrazu: Neočekávaný operátor / Chyba ve výrazu: Neočekávaný operátor / Chyba ve výrazu: Neočekávaný operátor / Chyba ve výrazu: Neočekávaný operátor / -1.0000-0 | 105087 Q26783186  | Kategorie „ Lípy u kostela (Domamil)“ na Wikimedia Commons                             | V obci u kostela sv. Prokopa. |
| Borovice u Dukovanského mlýna                               |                                                         | Dukovany 49°5′52″ s. š., 16°10′14″ v. d.             | borovice lesní                                                                                             | 210 | 100755 Q26785910  |                                                                                        | na ostrohu u Dukovanského mlýna, 120 m od hladiny přehrady |
| Alej k Babí hoře                                            | Alej k Babí hoře                                        | Hartvíkovice 49°10′44″ s. š., 16°5′58″ v. d.         | javor mléč                                                                                                 | & Chyba ve výrazu: Neočekávaný operátor / Chyba ve výrazu: Neočekávaný operátor / Chyba ve výrazu: Neočekávaný operátor / Chyba ve výrazu: Neočekávaný operátor / Chyba ve výrazu: Neočekávaný operátor / Chyba ve výrazu: Neočekávaný operátor / Chyba ve výrazu: Neočekávaný operátor / Chyba ve výrazu: Neočekávaný operátor / Chyba ve výrazu: Neočekávaný operátor / Chyba ve výrazu: Neočekávaný operátor / Chyba ve výrazu: Neočekávaný operátor / Chyba ve výrazu: Neočekávaný operátor / Chyba ve výrazu: Neočekávaný operátor / Chyba ve výrazu: Neočekávaný operátor / Chyba ve výrazu: Neočekávaný operátor / -1.0000-0 | 100754 Q26791042  | Kategorie „Alej k Babí hoře“ na Wikimedia Commons                                      | Oboustranné stromořadí k Babí hoře; 2006 odstranění neperspektivních jedinců |
| Borovice na Třesovském kopci                                | Památná borovice u Hartvíkovic                          | Hartvíkovice 49°10′28″ s. š., 16°5′5″ v. d.          | borovice lesní                                                                                             | 210 | 100753 Q26785906  |                                                                                        | po levé straně silnice do Třesova |
| Jinan dvoulaločný u gymnázia                                |                                                         | Horka-Domky 49°12′50″ s. š., 15°52′55″ v. d.         | jinan dvoulaločný                                                                                          | 286 | 105647 Q26790209  | Kategorie „Jinan dvoulaločný u gymnázia (Třebíč)“ na Wikimedia Commons                 | V zahradě gymnázia |
| Jalovec u Horních Vilémovic †                               | Pozůstatek památného stromu Jalovec u Horních Vilémovic | Horní Vilémovice 49°16′50″ s. š., 15°53′28″ v. d.    | jalovec obecný                                                                                             | & Chyba ve výrazu: Neočekávaný operátor / Chyba ve výrazu: Neočekávaný operátor / Chyba ve výrazu: Neočekávaný operátor / Chyba ve výrazu: Neočekávaný operátor / Chyba ve výrazu: Neočekávaný operátor / Chyba ve výrazu: Neočekávaný operátor / Chyba ve výrazu: Neočekávaný operátor / Chyba ve výrazu: Neočekávaný operátor / Chyba ve výrazu: Neočekávaný operátor / Chyba ve výrazu: Neočekávaný operátor / Chyba ve výrazu: Neočekávaný operátor / Chyba ve výrazu: Neočekávaný operátor / Chyba ve výrazu: Neočekávaný operátor / Chyba ve výrazu: Neočekávaný operátor / Chyba ve výrazu: Neočekávaný operátor / -1.0000-0 | 105653 Q30870150  |                                                                                        | V údolí Klapovky pod zatáčkou silnice Přeckov–Horní Vilémovice; při vichřici 1996/97 poražen, dnes jen torzo, rozhodnutí o zrušení nedoručeno                                                                               |
| Věstoňovická lípa                                           | Věstoňovická lípa                                       | Věstoňovice 49°17′19″ s. š., 15°51′53″ v. d.         | lípa velkolistá                                                                                            | 625 | 106544 Q133863776 |                                                                                        | Západní okraj Věstoňovic. |
| Velký javor                                                 | Velký javor                                             | Horní Vilémovice 49°17′13″ s. š., 15°51′28″ v. d.    | javor klen                                                                                                 | 815 | 100768 Q11879074  | Kategorie „Velký javor“ na Wikimedia Commons                                           | Na okraji lesa asi 300 m od osady Věstoňovice |
| Smrky u Hostákova                                           |                                                         | Hostákov 49°14′24″ s. š., 15°56′48″ v. d.            | smrk ztepilý (1)                                                                                           | & Chyba ve výrazu: Neočekávaný operátor / Chyba ve výrazu: Neočekávaný operátor / Chyba ve výrazu: Neočekávaný operátor / Chyba ve výrazu: Neočekávaný operátor / Chyba ve výrazu: Neočekávaný operátor / Chyba ve výrazu: Neočekávaný operátor / Chyba ve výrazu: Neočekávaný operátor / Chyba ve výrazu: Neočekávaný operátor / Chyba ve výrazu: Neočekávaný operátor / Chyba ve výrazu: Neočekávaný operátor / Chyba ve výrazu: Neočekávaný operátor / Chyba ve výrazu: Neočekávaný operátor / Chyba ve výrazu: Neočekávaný operátor / Chyba ve výrazu: Neočekávaný operátor / Chyba ve výrazu: Neočekávaný operátor / -1.0000-0 | 100752 Q26783222  |                                                                                        | V lesním porostu východně od cesty Ptáčov–Nárameč – zřejmě stojí Druhý solitérně na ostrůvku v poli někdy v rozmezí 25–30.4 2016 spadl (asi větrem – jádro stromu zetlelé)                                                  |
| Borovice soliter †                                          |                                                         | Hrotovice                                            | borovice lesní                                                                                             | & Chyba ve výrazu: Neočekávaný operátor / Chyba ve výrazu: Neočekávaný operátor / Chyba ve výrazu: Neočekávaný operátor / Chyba ve výrazu: Neočekávaný operátor / Chyba ve výrazu: Neočekávaný operátor / Chyba ve výrazu: Neočekávaný operátor / Chyba ve výrazu: Neočekávaný operátor / Chyba ve výrazu: Neočekávaný operátor / Chyba ve výrazu: Neočekávaný operátor / Chyba ve výrazu: Neočekávaný operátor / Chyba ve výrazu: Neočekávaný operátor / Chyba ve výrazu: Neočekávaný operátor / Chyba ve výrazu: Neočekávaný operátor / Chyba ve výrazu: Neočekávaný operátor / Chyba ve výrazu: Neočekávaný operátor / -1.0000-0 | 105671 Q30870896  |                                                                                        | Strom zanikl neznámo kdy, ochrana pravděpodobně zrušena nebyla |
| Dub u Hrotovic                                              | Dub u Hrotovic                                          | Hrotovice 49°5′55″ s. š., 16°4′25″ v. d.             | dub letní                                                                                                  | 560 | 100751 Q26785903  | Kategorie „Dub u Hrotovic“ na Wikimedia Commons                                        | Dub stojí v lesním porostu na levobřežním svahu, asi 100 m od okraje lesa a 200 m od ústí potoka do Nového rybníka. V roce 2017 byly duby u Hrotovic prořezány a ošetřeny.                                                  |
| Dub u koupaliště                                            | Dub u koupaliště                                        | Hrotovice 49°5′35″ s. š., 16°4′31″ v. d.             | dub letní                                                                                                  | 350 | 100747 Q26785897  | Kategorie „Dub u koupaliště“ na Wikimedia Commons                                      | Dub stojí u koupaliště. V roce 2017 byly duby u Hrotovic prořezány a ošetřeny. |
| Dub u Mocly                                                 | Dub u Mocly                                             | Hrotovice 49°5′7″ s. š., 16°2′57″ v. d.              | dub letní                                                                                                  | 450 | 100745 Q26785892  |                                                                                        | Dub stojí u Mocly, u cesty podél mlýnského potoka, asi 1,5 km od hráze Stinského rybníka (proti proudu). V roce 2017 byly duby u Hrotovic prořezány a ošetřeny.                                                             |
| Dub u Nových Dvorů                                          | Dub u Nových Dvorů                                      | Hrotovice 49°5′6″ s. š., 16°4′28″ v. d.              | dub letní                                                                                                  | 480 | 100772 Q26785941  | Kategorie „Dub u Nových Dvorů“ na Wikimedia Commons                                    | V údolí potoka Rouchovanka, u polní cesty na okraji porostu, severozápadně pod Novými Dvory. V roce 2017 byly duby u Hrotovic prořezány a ošetřeny.                                                                         |
| Dub u Rouchovanky                                           | Dub u Rouchovanky                                       | Hrotovice 49°5′34″ s. š., 16°4′4″ v. d.              | dub letní                                                                                                  | 340 | 100742 Q26785890  | Kategorie „Dub u Rouchovanky“ na Wikimedia Commons                                     | Na pravém břehu Rouchovanky, na okraji lesního porostu, asi 300 m pod hrází rybníka. V roce 2017 byly duby u Hrotovic prořezány a ošetřeny.                                                                                 |
| Duby pod hájovnou Panský dvorek                             | Dub pod hájovnou Panský dvorek                          | Hrotovice 49°6′5″ s. š., 16°3′55″ v. d.              | dub letní                                                                                                  | & Chyba ve výrazu: Neočekávaný operátor / Chyba ve výrazu: Neočekávaný operátor / Chyba ve výrazu: Neočekávaný operátor / Chyba ve výrazu: Neočekávaný operátor / Chyba ve výrazu: Neočekávaný operátor / Chyba ve výrazu: Neočekávaný operátor / Chyba ve výrazu: Neočekávaný operátor / Chyba ve výrazu: Neočekávaný operátor / Chyba ve výrazu: Neočekávaný operátor / Chyba ve výrazu: Neočekávaný operátor / Chyba ve výrazu: Neočekávaný operátor / Chyba ve výrazu: Neočekávaný operátor / Chyba ve výrazu: Neočekávaný operátor / Chyba ve výrazu: Neočekávaný operátor / Chyba ve výrazu: Neočekávaný operátor / -1.0000-0 | 100748 Q26783215  | Kategorie „Dub pod hájovnou Panský dvorek“ na Wikimedia Commons                        | Dub stojí pod hájovnou u Panského dvorka. V roce 2017 byly duby u Hrotovic prořezány a ošetřeny. |
| Duby u Hrotovic                                             | Duby u Hrotovic                                         | Hrotovice 49°6′5″ s. š., 16°3′36″ v. d.              | dub letní (60)                                                                                             | & Chyba ve výrazu: Neočekávaný operátor / Chyba ve výrazu: Neočekávaný operátor / Chyba ve výrazu: Neočekávaný operátor / Chyba ve výrazu: Neočekávaný operátor / Chyba ve výrazu: Neočekávaný operátor / Chyba ve výrazu: Neočekávaný operátor / Chyba ve výrazu: Neočekávaný operátor / Chyba ve výrazu: Neočekávaný operátor / Chyba ve výrazu: Neočekávaný operátor / Chyba ve výrazu: Neočekávaný operátor / Chyba ve výrazu: Neočekávaný operátor / Chyba ve výrazu: Neočekávaný operátor / Chyba ve výrazu: Neočekávaný operátor / Chyba ve výrazu: Neočekávaný operátor / Chyba ve výrazu: Neočekávaný operátor / -1.0000-0 | 100771 Q26783218  | Kategorie „Duby u Hrotovic“ na Wikimedia Commons                                       | Asi 100 m od okraje lesa a 200 m od ústí potoka do Nového rybníka, kolem polní cesty od hřbitova. V roce 2017 byly duby u Hrotovic prořezány a ošetřeny.                                                                    |
| Duby u Mlýnského potoka                                     | Duby u Mlýnského potoka                                 | Hrotovice 49°5′9″ s. š., 16°2′57″ v. d.              | dub letní (2)                                                                                              | & Chyba ve výrazu: Neočekávaný operátor / Chyba ve výrazu: Neočekávaný operátor / Chyba ve výrazu: Neočekávaný operátor / Chyba ve výrazu: Neočekávaný operátor / Chyba ve výrazu: Neočekávaný operátor / Chyba ve výrazu: Neočekávaný operátor / Chyba ve výrazu: Neočekávaný operátor / Chyba ve výrazu: Neočekávaný operátor / Chyba ve výrazu: Neočekávaný operátor / Chyba ve výrazu: Neočekávaný operátor / Chyba ve výrazu: Neočekávaný operátor / Chyba ve výrazu: Neočekávaný operátor / Chyba ve výrazu: Neočekávaný operátor / Chyba ve výrazu: Neočekávaný operátor / Chyba ve výrazu: Neočekávaný operátor / -1.0000-0 | 100744 Q26783209  |                                                                                        | Na levém břehu u mostku přes Mlýnský potok. V roce 2017 byly duby u Hrotovic prořezány a ošetřeny. |
| Duby u Rouchovanky                                          | Duby u Rouchovanky                                      | Hrotovice 49°5′12″ s. š., 16°4′18″ v. d.             | dub letní (2)                                                                                              | & Chyba ve výrazu: Neočekávaný operátor / Chyba ve výrazu: Neočekávaný operátor / Chyba ve výrazu: Neočekávaný operátor / Chyba ve výrazu: Neočekávaný operátor / Chyba ve výrazu: Neočekávaný operátor / Chyba ve výrazu: Neočekávaný operátor / Chyba ve výrazu: Neočekávaný operátor / Chyba ve výrazu: Neočekávaný operátor / Chyba ve výrazu: Neočekávaný operátor / Chyba ve výrazu: Neočekávaný operátor / Chyba ve výrazu: Neočekávaný operátor / Chyba ve výrazu: Neočekávaný operátor / Chyba ve výrazu: Neočekávaný operátor / Chyba ve výrazu: Neočekávaný operátor / Chyba ve výrazu: Neočekávaný operátor / -1.0000-0 | 100743 Q26783207  | Kategorie „Duby u Rouchovanky“ na Wikimedia Commons                                    | Dub stojí na rozhraní louky a lesa v blízkosti Rouchovanky, asi 100 m od ústí Mocly. V roce 2017 byly duby u Hrotovic prořezány a ošetřeny.                                                                                 |
| Duby v Hrotovicích                                          | Duby v Hrotovicích                                      | Hrotovice 49°5′49″ s. š., 16°4′23″ v. d.             | dub letní (4)                                                                                              | & Chyba ve výrazu: Neočekávaný operátor / Chyba ve výrazu: Neočekávaný operátor / Chyba ve výrazu: Neočekávaný operátor / Chyba ve výrazu: Neočekávaný operátor / Chyba ve výrazu: Neočekávaný operátor / Chyba ve výrazu: Neočekávaný operátor / Chyba ve výrazu: Neočekávaný operátor / Chyba ve výrazu: Neočekávaný operátor / Chyba ve výrazu: Neočekávaný operátor / Chyba ve výrazu: Neočekávaný operátor / Chyba ve výrazu: Neočekávaný operátor / Chyba ve výrazu: Neočekávaný operátor / Chyba ve výrazu: Neočekávaný operátor / Chyba ve výrazu: Neočekávaný operátor / Chyba ve výrazu: Neočekávaný operátor / -1.0000-0 | 100746 Q26783212  | Kategorie „Duby v Hrotovicích“ na Wikimedia Commons                                    | V obci v blízkosti parkoviště u koupaliště. V roce 2017 byly duby u Hrotovic prořezány a ošetřeny. |
| Mstěnická alej                                              | Mstěnická alej                                          | Hrotovice 49°4′58″ s. š., 16°4′12″ v. d.             | jírovec maďal (34)                                                                                         | & Chyba ve výrazu: Neočekávaný operátor / Chyba ve výrazu: Neočekávaný operátor / Chyba ve výrazu: Neočekávaný operátor / Chyba ve výrazu: Neočekávaný operátor / Chyba ve výrazu: Neočekávaný operátor / Chyba ve výrazu: Neočekávaný operátor / Chyba ve výrazu: Neočekávaný operátor / Chyba ve výrazu: Neočekávaný operátor / Chyba ve výrazu: Neočekávaný operátor / Chyba ve výrazu: Neočekávaný operátor / Chyba ve výrazu: Neočekávaný operátor / Chyba ve výrazu: Neočekávaný operátor / Chyba ve výrazu: Neočekávaný operátor / Chyba ve výrazu: Neočekávaný operátor / Chyba ve výrazu: Neočekávaný operátor / -1.0000-0 | 100750 Q26791031  | Kategorie „Mstěnická alej“ na Wikimedia Commons                                        | oboustranná alej kolem lesní cesty do Mstětic |
| Platan u Panského dvorka                                    | Platan u Panského dvorka                                | Hrotovice 49°6′3″ s. š., 16°3′56″ v. d.              | platan javorolistý                                                                                         | 420 | 100749 Q26785901  | Kategorie „Platan u Panského dvorka“ na Wikimedia Commons                              | poblíž polní cesty u hájenky Panský dvorek |
| Matějkova lípa †                                            | Matějkova lípa                                          | Jackov                                               | lípa velkolistá                                                                                            | 498 | 100769 Q31039770  | Kategorie „Matějkova lípa“ na Wikimedia Commons                                        | Na dvoře čp. 37 – lípa vyvrácena při vichřici 22.6.2006 |
| U Dvou dubů                                                 | U Dvou dubů                                             | Jackov 49°2′37″ s. š., 15°46′3″ v. d.                | dub letní (2)                                                                                              | & Chyba ve výrazu: Neočekávaný operátor / Chyba ve výrazu: Neočekávaný operátor / Chyba ve výrazu: Neočekávaný operátor / Chyba ve výrazu: Neočekávaný operátor / Chyba ve výrazu: Neočekávaný operátor / Chyba ve výrazu: Neočekávaný operátor / Chyba ve výrazu: Neočekávaný operátor / Chyba ve výrazu: Neočekávaný operátor / Chyba ve výrazu: Neočekávaný operátor / Chyba ve výrazu: Neočekávaný operátor / Chyba ve výrazu: Neočekávaný operátor / Chyba ve výrazu: Neočekávaný operátor / Chyba ve výrazu: Neočekávaný operátor / Chyba ve výrazu: Neočekávaný operátor / Chyba ve výrazu: Neočekávaný operátor / -1.0000-0 | 104764 Q26783179  | Kategorie „U Dvou dubů“ na Wikimedia Commons                                           | neuvedena |
| Kapistránská lípa                                           |                                                         | Jemnice 49°1′14″ s. š., 15°34′48″ v. d.              | lípa malolistá                                                                                             | 700 | 100782 Q12027977  | Kategorie „Kapostránská lípa“ na Wikimedia Commons                                     | Na prostranství za kostelem sv. Víta, vedle domu čp. 621; V r. 2001 pouze skořepina kmene s živou jednou větví, kterou drží kovová výztuž uvnitř; údajně zasazena v r. 1315 (Pospíšil V., 1958)                             |
| Dub u zámečku Schönwald                                     | Dub u zámečku Schönwald                                 | Jinošov 49°13′38″ s. š., 16°11′33″ v. d.             | dub letní                                                                                                  | & Chyba ve výrazu: Neočekávaný operátor / Chyba ve výrazu: Neočekávaný operátor / Chyba ve výrazu: Neočekávaný operátor / Chyba ve výrazu: Neočekávaný operátor / Chyba ve výrazu: Neočekávaný operátor / Chyba ve výrazu: Neočekávaný operátor / Chyba ve výrazu: Neočekávaný operátor / Chyba ve výrazu: Neočekávaný operátor / Chyba ve výrazu: Neočekávaný operátor / Chyba ve výrazu: Neočekávaný operátor / Chyba ve výrazu: Neočekávaný operátor / Chyba ve výrazu: Neočekávaný operátor / Chyba ve výrazu: Neočekávaný operátor / Chyba ve výrazu: Neočekávaný operátor / Chyba ve výrazu: Neočekávaný operátor / -1.0000-0 | 105650 Q26790213  | Kategorie „Dub u zámečku Schönwald“ na Wikimedia Commons                               | V zámeckém parku mezi rybníkem a zámekem |
| Buky na Vlčím kopci                                         | Buky na Vlčím kopci                                     | Kladeruby nad Oslavou 49°9′18″ s. š., 16°9′48″ v. d. | buk lesní (2)                                                                                              | & Chyba ve výrazu: Neočekávaný operátor / Chyba ve výrazu: Neočekávaný operátor / Chyba ve výrazu: Neočekávaný operátor / Chyba ve výrazu: Neočekávaný operátor / Chyba ve výrazu: Neočekávaný operátor / Chyba ve výrazu: Neočekávaný operátor / Chyba ve výrazu: Neočekávaný operátor / Chyba ve výrazu: Neočekávaný operátor / Chyba ve výrazu: Neočekávaný operátor / Chyba ve výrazu: Neočekávaný operátor / Chyba ve výrazu: Neočekávaný operátor / Chyba ve výrazu: Neočekávaný operátor / Chyba ve výrazu: Neočekávaný operátor / Chyba ve výrazu: Neočekávaný operátor / Chyba ve výrazu: Neočekávaný operátor / -1.0000-0 | 100741 Q26783198  | Kategorie „Buky na Vlčím kopci“ na Wikimedia Commons                                   | Nedaleko budov na Vlčím kopci u cesty s turistickou značkou |
| Haugwitzova alej                                            | Haugwitzova alej                                        | Kladeruby nad Oslavou 49°9′5″ s. š., 16°9′41″ v. d.  | dub letní                                                                                                  | & Chyba ve výrazu: Neočekávaný operátor / Chyba ve výrazu: Neočekávaný operátor / Chyba ve výrazu: Neočekávaný operátor / Chyba ve výrazu: Neočekávaný operátor / Chyba ve výrazu: Neočekávaný operátor / Chyba ve výrazu: Neočekávaný operátor / Chyba ve výrazu: Neočekávaný operátor / Chyba ve výrazu: Neočekávaný operátor / Chyba ve výrazu: Neočekávaný operátor / Chyba ve výrazu: Neočekávaný operátor / Chyba ve výrazu: Neočekávaný operátor / Chyba ve výrazu: Neočekávaný operátor / Chyba ve výrazu: Neočekávaný operátor / Chyba ve výrazu: Neočekávaný operátor / Chyba ve výrazu: Neočekávaný operátor / -1.0000-0 | 100770 Q26791004  |                                                                                        | Vpravo podél cesty na Vlčí kopec, odbočka ze silnice Mohelno–Hartvíkovice; po orkánu Kyril v r. 2007 odstraněn 1 vyvrácený strom. V roce 2024 po bouři v červenci byla velká část stromů poškozena a bylo nutné je pokácet. |
| Horákův buk                                                 | Horákův buk                                             | Kladeruby nad Oslavou 49°7′21″ s. š., 16°8′56″ v. d. | buk lesní                                                                                                  | 420 | 100740 Q26785888  | Kategorie „Horákův buk (Kladeruby nad Oslavou)“ na Wikimedia Commons                   | 30 m od cesty s modrou turistickou značkou z Vlčího kopce do Mohelna, asi 500 m jižně od Zeleného kopce |
| Jedle u Oslavy †                                            |                                                         | Kladeruby nad Oslavou                                | jedle bělokorá                                                                                             | & Chyba ve výrazu: Neočekávaný operátor / Chyba ve výrazu: Neočekávaný operátor / Chyba ve výrazu: Neočekávaný operátor / Chyba ve výrazu: Neočekávaný operátor / Chyba ve výrazu: Neočekávaný operátor / Chyba ve výrazu: Neočekávaný operátor / Chyba ve výrazu: Neočekávaný operátor / Chyba ve výrazu: Neočekávaný operátor / Chyba ve výrazu: Neočekávaný operátor / Chyba ve výrazu: Neočekávaný operátor / Chyba ve výrazu: Neočekávaný operátor / Chyba ve výrazu: Neočekávaný operátor / Chyba ve výrazu: Neočekávaný operátor / Chyba ve výrazu: Neočekávaný operátor / Chyba ve výrazu: Neočekávaný operátor / -1.0000-0 | 105674 Q31158695  |                                                                                        | V lesním porostu; strom zanikl neznámo kdy, již neexistuje; ochrana pravděpodobně zrušena nebyla |
| Smrk pod Vlčím kopcem †                                     |                                                         | Kladeruby nad Oslavou                                | smrk ztepilý                                                                                               | & Chyba ve výrazu: Neočekávaný operátor / Chyba ve výrazu: Neočekávaný operátor / Chyba ve výrazu: Neočekávaný operátor / Chyba ve výrazu: Neočekávaný operátor / Chyba ve výrazu: Neočekávaný operátor / Chyba ve výrazu: Neočekávaný operátor / Chyba ve výrazu: Neočekávaný operátor / Chyba ve výrazu: Neočekávaný operátor / Chyba ve výrazu: Neočekávaný operátor / Chyba ve výrazu: Neočekávaný operátor / Chyba ve výrazu: Neočekávaný operátor / Chyba ve výrazu: Neočekávaný operátor / Chyba ve výrazu: Neočekávaný operátor / Chyba ve výrazu: Neočekávaný operátor / Chyba ve výrazu: Neočekávaný operátor / -1.0000-0 | 105673 Q74844003  |                                                                                        | V lesním porostu; strom zanikl neznámo kdy, již neexistuje, ochrana pravděpodobně zrušena nebyla |
| Lípa u zámku †                                              |                                                         | Kněžice                                              | lípa velkolistá                                                                                            | 491 | 104411 Q74835343  |                                                                                        | Na prostranství před zámkem v Kněžicích; již neexistuje, |
| Čtyři aleje kolem Velkopolského dvora – Alej ke mlýnu       | Alej ke mlýnu                                           | Kralice nad Oslavou 49°11′36″ s. š., 16°10′6″ v. d.  | javor mléč                                                                                                 | & Chyba ve výrazu: Neočekávaný operátor / Chyba ve výrazu: Neočekávaný operátor / Chyba ve výrazu: Neočekávaný operátor / Chyba ve výrazu: Neočekávaný operátor / Chyba ve výrazu: Neočekávaný operátor / Chyba ve výrazu: Neočekávaný operátor / Chyba ve výrazu: Neočekávaný operátor / Chyba ve výrazu: Neočekávaný operátor / Chyba ve výrazu: Neočekávaný operátor / Chyba ve výrazu: Neočekávaný operátor / Chyba ve výrazu: Neočekávaný operátor / Chyba ve výrazu: Neočekávaný operátor / Chyba ve výrazu: Neočekávaný operátor / Chyba ve výrazu: Neočekávaný operátor / Chyba ve výrazu: Neočekávaný operátor / -1.0000-0 | 100692 Q26790988  | Kategorie „Čtyři aleje kolem Velkopolského dvora – Alej ke mlýnu“ na Wikimedia Commons | Oboustranné stromořadí, od dvora ke mlýnu; vlevo 19, vpravo 23 stromů |
| Čtyři aleje kolem Velkopolského dvora – Jihovýchodní alej   | Jihovýchodní alej                                       | Kralice nad Oslavou 49°11′31″ s. š., 16°10′41″ v. d. | javor mléč                                                                                                 | & Chyba ve výrazu: Neočekávaný operátor / Chyba ve výrazu: Neočekávaný operátor / Chyba ve výrazu: Neočekávaný operátor / Chyba ve výrazu: Neočekávaný operátor / Chyba ve výrazu: Neočekávaný operátor / Chyba ve výrazu: Neočekávaný operátor / Chyba ve výrazu: Neočekávaný operátor / Chyba ve výrazu: Neočekávaný operátor / Chyba ve výrazu: Neočekávaný operátor / Chyba ve výrazu: Neočekávaný operátor / Chyba ve výrazu: Neočekávaný operátor / Chyba ve výrazu: Neočekávaný operátor / Chyba ve výrazu: Neočekávaný operátor / Chyba ve výrazu: Neočekávaný operátor / Chyba ve výrazu: Neočekávaný operátor / -1.0000-0 | 100691 Q26790990  |                                                                                        | Oboustranné stromořadí, jihovýchodní ze čtyř stromořadí u Velkopolského dvora; vlevo 32, vpravo 47 stromů |
| Čtyři aleje kolem Velkopolského dvora – Severní alej        | Severní alej                                            | Kralice nad Oslavou 49°11′43″ s. š., 16°10′30″ v. d. | dub zimní                                                                                                  | & Chyba ve výrazu: Neočekávaný operátor / Chyba ve výrazu: Neočekávaný operátor / Chyba ve výrazu: Neočekávaný operátor / Chyba ve výrazu: Neočekávaný operátor / Chyba ve výrazu: Neočekávaný operátor / Chyba ve výrazu: Neočekávaný operátor / Chyba ve výrazu: Neočekávaný operátor / Chyba ve výrazu: Neočekávaný operátor / Chyba ve výrazu: Neočekávaný operátor / Chyba ve výrazu: Neočekávaný operátor / Chyba ve výrazu: Neočekávaný operátor / Chyba ve výrazu: Neočekávaný operátor / Chyba ve výrazu: Neočekávaný operátor / Chyba ve výrazu: Neočekávaný operátor / Chyba ve výrazu: Neočekávaný operátor / -1.0000-0 | 100693 Q26790992  | Kategorie „Čtyři aleje kolem Velkopolského dvora – Severní alej“ na Wikimedia Commons  | Oboustranné stromořadí podél cesty, severní alej ze čtyř alejí u Velkopolského dvora; v r. 2004 po vichřici odstraněn 1 vyvrácený strom                                                                                     |
| Čtyři aleje kolem Velkopolského dvora – Severovýchodní alej | Severovýchodní alej                                     | Kralice nad Oslavou 49°11′37″ s. š., 16°10′40″ v. d. | jírovec maďal                                                                                              | & Chyba ve výrazu: Neočekávaný operátor / Chyba ve výrazu: Neočekávaný operátor / Chyba ve výrazu: Neočekávaný operátor / Chyba ve výrazu: Neočekávaný operátor / Chyba ve výrazu: Neočekávaný operátor / Chyba ve výrazu: Neočekávaný operátor / Chyba ve výrazu: Neočekávaný operátor / Chyba ve výrazu: Neočekávaný operátor / Chyba ve výrazu: Neočekávaný operátor / Chyba ve výrazu: Neočekávaný operátor / Chyba ve výrazu: Neočekávaný operátor / Chyba ve výrazu: Neočekávaný operátor / Chyba ve výrazu: Neočekávaný operátor / Chyba ve výrazu: Neočekávaný operátor / Chyba ve výrazu: Neočekávaný operátor / -1.0000-0 | 100694 Q26790991  |                                                                                        | Oboustranné stromořadí, severovýchodní alej ze čtyř alejí kolem Velkopolského dvora; vlevo 20, vpravo 21 stromů |
| Stromořadí u silnice                                        | Stromořadí u silnice                                    | Kralice nad Oslavou 49°11′45″ s. š., 16°10′7″ v. d.  | javor mléč                                                                                                 | & Chyba ve výrazu: Neočekávaný operátor / Chyba ve výrazu: Neočekávaný operátor / Chyba ve výrazu: Neočekávaný operátor / Chyba ve výrazu: Neočekávaný operátor / Chyba ve výrazu: Neočekávaný operátor / Chyba ve výrazu: Neočekávaný operátor / Chyba ve výrazu: Neočekávaný operátor / Chyba ve výrazu: Neočekávaný operátor / Chyba ve výrazu: Neočekávaný operátor / Chyba ve výrazu: Neočekávaný operátor / Chyba ve výrazu: Neočekávaný operátor / Chyba ve výrazu: Neočekávaný operátor / Chyba ve výrazu: Neočekávaný operátor / Chyba ve výrazu: Neočekávaný operátor / Chyba ve výrazu: Neočekávaný operátor / -1.0000-0 | 100695 Q26790989  | Kategorie „Stromořadí u silnice (Kralice nad Oslavou)“ na Wikimedia Commons            | Po obou stranách silnice při silnice z Náměště nad Oslavou na Březník, vlevo 75 stromů, vpravo 98 stromů |
| Buky u Radkovic †                                           |                                                         | Krhov, Radkovice u Hrotovic                          | buk lesní (5)                                                                                              | & Chyba ve výrazu: Neočekávaný operátor / Chyba ve výrazu: Neočekávaný operátor / Chyba ve výrazu: Neočekávaný operátor / Chyba ve výrazu: Neočekávaný operátor / Chyba ve výrazu: Neočekávaný operátor / Chyba ve výrazu: Neočekávaný operátor / Chyba ve výrazu: Neočekávaný operátor / Chyba ve výrazu: Neočekávaný operátor / Chyba ve výrazu: Neočekávaný operátor / Chyba ve výrazu: Neočekávaný operátor / Chyba ve výrazu: Neočekávaný operátor / Chyba ve výrazu: Neočekávaný operátor / Chyba ve výrazu: Neočekávaný operátor / Chyba ve výrazu: Neočekávaný operátor / Chyba ve výrazu: Neočekávaný operátor / -1.0000-0 | 100714            |                                                                                        | Na okraji lesního porostu v lokalitě "U buku" |
| Lípa u Chvojnice                                            | Lípa u Chvojnice                                        | Kuroslepy 49°8′22″ s. š., 16°14′14″ v. d.            | lípa malolistá                                                                                             | 390 | 100739 Q26785884  | Kategorie „Lípa u Chvojnice“ na Wikimedia Commons                                      | na pravém břehu Chvojnice, asi 250 m od soutoku s Oslavou |
| Dub – soliter                                               | Dub u Lesonic                                           | Lesonice 49°7′15″ s. š., 15°45′17″ v. d.             | dub letní                                                                                                  | 576 | 100737 Q26785880  | Kategorie „Dub u Lesonic“ na Wikimedia Commons                                         | na severním okraji lesa Obora |
| Jasan – soliter †                                           | Jasan u Lesonic                                         | Lesonice 49°6′48″ s. š., 15°45′31″ v. d.             | jasan ztepilý                                                                                              | 484 | 100738 Q26785881  | Kategorie „Jasan u Lesonic“ na Wikimedia Commons                                       | na jižním okraji lesa Obora. Ochrana památného stromu byla zrušena 18. února 2019 |
| Lípa soliter                                                | Lípa v Oboře                                            | Lesonice 49°7′11″ s. š., 15°45′5″ v. d.              | lípa malolistá                                                                                             | 301 | 100733 Q26785869  | Kategorie „Lípa v Oboře“ na Wikimedia Commons                                          | Ve východní části porostu Obora na křižovatce lesních cest |
| Lípa soliter                                                | Lípa u Lesonic                                          | Lesonice 49°7′3″ s. š., 15°45′32″ v. d.              | lípa velkolistá                                                                                            | 482 | 100736 Q26785876  | Kategorie „Lípa u Lesonic“ na Wikimedia Commons                                        | V západní části Obory na okraji porostu |
| Skupina dubů v Oboře                                        | Skupina dubů v oboře                                    | Lesonice 49°6′52″ s. š., 15°45′20″ v. d.             | dub letní (17)                                                                                             | & Chyba ve výrazu: Neočekávaný operátor / Chyba ve výrazu: Neočekávaný operátor / Chyba ve výrazu: Neočekávaný operátor / Chyba ve výrazu: Neočekávaný operátor / Chyba ve výrazu: Neočekávaný operátor / Chyba ve výrazu: Neočekávaný operátor / Chyba ve výrazu: Neočekávaný operátor / Chyba ve výrazu: Neočekávaný operátor / Chyba ve výrazu: Neočekávaný operátor / Chyba ve výrazu: Neočekávaný operátor / Chyba ve výrazu: Neočekávaný operátor / Chyba ve výrazu: Neočekávaný operátor / Chyba ve výrazu: Neočekávaný operátor / Chyba ve výrazu: Neočekávaný operátor / Chyba ve výrazu: Neočekávaný operátor / -1.0000-0 | 100734 Q26783183  | Kategorie „Skupina dubů v oboře“ na Wikimedia Commons                                  | v jižním a jihozápadním cípu obory |
| Stromořadí jírovců                                          | Stromořadí jírovců                                      | Lesonice 49°6′51″ s. š., 15°45′18″ v. d.             | jírovec maďal (23)                                                                                         | & Chyba ve výrazu: Neočekávaný operátor / Chyba ve výrazu: Neočekávaný operátor / Chyba ve výrazu: Neočekávaný operátor / Chyba ve výrazu: Neočekávaný operátor / Chyba ve výrazu: Neočekávaný operátor / Chyba ve výrazu: Neočekávaný operátor / Chyba ve výrazu: Neočekávaný operátor / Chyba ve výrazu: Neočekávaný operátor / Chyba ve výrazu: Neočekávaný operátor / Chyba ve výrazu: Neočekávaný operátor / Chyba ve výrazu: Neočekávaný operátor / Chyba ve výrazu: Neočekávaný operátor / Chyba ve výrazu: Neočekávaný operátor / Chyba ve výrazu: Neočekávaný operátor / Chyba ve výrazu: Neočekávaný operátor / -1.0000-0 | 105676 Q26790978  | Kategorie „Stromořadí jírovců“ na Wikimedia Commons                                    | V lesním porostu 336 C 6 u účelového zařízení |
| U devíti javorů                                             | U devíti javorů                                         | Lesonice 49°7′15″ s. š., 15°45′7″ v. d.              | javor klen                                                                                                 | 346 | 100735 Q26785874  | Kategorie „U devíti javorů“ na Wikimedia Commons                                       | u vyklizovací linie asi 60 m od cesty vedoucí středem Obory |
| Jalovec u Lhánic †                                          |                                                         | Lhánice                                              | jalovec obecný                                                                                             | & Chyba ve výrazu: Neočekávaný operátor / Chyba ve výrazu: Neočekávaný operátor / Chyba ve výrazu: Neočekávaný operátor / Chyba ve výrazu: Neočekávaný operátor / Chyba ve výrazu: Neočekávaný operátor / Chyba ve výrazu: Neočekávaný operátor / Chyba ve výrazu: Neočekávaný operátor / Chyba ve výrazu: Neočekávaný operátor / Chyba ve výrazu: Neočekávaný operátor / Chyba ve výrazu: Neočekávaný operátor / Chyba ve výrazu: Neočekávaný operátor / Chyba ve výrazu: Neočekávaný operátor / Chyba ve výrazu: Neočekávaný operátor / Chyba ve výrazu: Neočekávaný operátor / Chyba ve výrazu: Neočekávaný operátor / -1.0000-0 | 105672            |                                                                                        | neuvedena |
| Lípy u Božích muk                                           | Lípy u Božích muk                                       | Lhánice 49°6′36″ s. š., 16°13′8″ v. d.               | lípa malolistá (2)                                                                                         | & Chyba ve výrazu: Neočekávaný operátor / Chyba ve výrazu: Neočekávaný operátor / Chyba ve výrazu: Neočekávaný operátor / Chyba ve výrazu: Neočekávaný operátor / Chyba ve výrazu: Neočekávaný operátor / Chyba ve výrazu: Neočekávaný operátor / Chyba ve výrazu: Neočekávaný operátor / Chyba ve výrazu: Neočekávaný operátor / Chyba ve výrazu: Neočekávaný operátor / Chyba ve výrazu: Neočekávaný operátor / Chyba ve výrazu: Neočekávaný operátor / Chyba ve výrazu: Neočekávaný operátor / Chyba ve výrazu: Neočekávaný operátor / Chyba ve výrazu: Neočekávaný operátor / Chyba ve výrazu: Neočekávaný operátor / -1.0000-0 | 104611 Q26783194  | Kategorie „Lípy u Božích muk“ na Wikimedia Commons                                     | V obci u Božích muk, při polní cestě do Mohelna u odbočky k polní trati "Vinohrádky" |
| Lípa u Lhotic                                               |                                                         | Lhotice 49°1′6″ s. š., 15°36′54″ v. d.               | lípa malolistá                                                                                             | 385 | 100775 Q26785950  | Kategorie „Lípa u Lhotic“ na Wikimedia Commons                                         | Na křižovatce silnice Lhotice–Mladoňovice s polní cestou ze Tří koroptví do Slavíkovic, asi 1 km východně od obce |
| Lípa u Lipňan                                               |                                                         | Lipňany 49°4′55″ s. š., 16°7′57″ v. d.               | lípa velkolistá                                                                                            | 420 | 100731 Q26785830  |                                                                                        | na břehu potoka, cca 100 m nad rybníkem |
| Lípa v Lipníku                                              | Lípa v Lipníku                                          | Lipník 49°8′22″ s. š., 15°57′17″ v. d.               | lípa malolistá                                                                                             | 485 | 104410 Q26789264  |                                                                                        | Za obcí směrem na Myslibořice a Zárubice, na břehu rybníka Nový rybník u silnice |
| Lípa u školy                                                |                                                         | Lomy                                                 | lípa malolistá                                                                                             | 245 | 106087 Q26790737  | Kategorie „Lípa u školy (Lomy)“ na Wikimedia Commons                                   | |
| Lípa u Louky                                                |                                                         | Louka 49°2′24″ s. š., 15°33′53″ v. d.                | lípa malolistá                                                                                             | 370 | 105773 Q26790356  | Kategorie „Lípa u Louky“ na Wikimedia Commons                                          | U silnice vedle kapličky |
| Lípa pod Mohelenskou stepí                                  | Lípa pod Mohelenskou stepí                              | Mohelno 49°6′16″ s. š., 16°11′3″ v. d.               | lípa malolistá                                                                                             | 485 | 100773 Q26785946  | Kategorie „Lípa pod Mohelenskou stepí“ na Wikimedia Commons                            | Nad amfiteátrem mohelenské hadcové stepi, na levém břehu Jihlavy, cca 30 m od bývalé papírny |
| Jasan u zámku                                               |                                                         | Moravské Budějovice 49°3′9″ s. š., 15°48′24″ v. d.   | jasan ztepilý                                                                                              | 400 | 105369 Q26789817  |                                                                                        | V zámeckém parku |
| Žižkův dub                                                  | Žižkův dub                                              | Náměšť nad Oslavou 49°12′33″ s. š., 16°10′ v. d.     | dub letní                                                                                                  | 974 | 100783 Q10296167  |                                                                                        | Ve spodní části zámecké zahrady blízko plotu, asi 8 m od silnice z Náměště do Velké Bíteše |
| Duby u Náramče                                              | Duby u Náramče                                          | Nárameč 49°16′15″ s. š., 15°58′6″ v. d.              | dub letní (10)                                                                                             | & Chyba ve výrazu: Neočekávaný operátor / Chyba ve výrazu: Neočekávaný operátor / Chyba ve výrazu: Neočekávaný operátor / Chyba ve výrazu: Neočekávaný operátor / Chyba ve výrazu: Neočekávaný operátor / Chyba ve výrazu: Neočekávaný operátor / Chyba ve výrazu: Neočekávaný operátor / Chyba ve výrazu: Neočekávaný operátor / Chyba ve výrazu: Neočekávaný operátor / Chyba ve výrazu: Neočekávaný operátor / Chyba ve výrazu: Neočekávaný operátor / Chyba ve výrazu: Neočekávaný operátor / Chyba ve výrazu: Neočekávaný operátor / Chyba ve výrazu: Neočekávaný operátor / Chyba ve výrazu: Neočekávaný operátor / -1.0000-0 | 100730 Q26783251  | Kategorie „Duby u Náramče“ na Wikimedia Commons                                        | v blízkosti rekreačního areálu u rybníka za obcí |
| Dub v černém lese                                           | Dub v Černém lese                                       | Nové Syrovice 48°59′20″ s. š., 15°44′44″ v. d.       | dub letní                                                                                                  | 522 | 100729 Q26785827  | Kategorie „Dub v Černém lese“ na Wikimedia Commons                                     | na okraji louky v blízkosti bezejmenného potoka v Černém lese |
| Lípa u kapličky                                             | Lípa u kapličky                                         | Nové Syrovice 49°1′8″ s. š., 15°46′31″ v. d.         | lípa malolistá                                                                                             | 500 | 100696 Q26785726  | Kategorie „Lípa u kapličky (Nové Syrovice)“ na Wikimedia Commons                       | U kapličky v severovýchodní části obce |
| Stromořadí u Dvorku                                         | Stromořadí u Dvorku                                     | Ocmanice 49°12′56″ s. š., 16°7′ v. d.                | javor mléč javor klen jasan ztepilý lípa malolistá jírovec maďal                                           | & Chyba ve výrazu: Neočekávaný operátor / Chyba ve výrazu: Neočekávaný operátor / Chyba ve výrazu: Neočekávaný operátor / Chyba ve výrazu: Neočekávaný operátor / Chyba ve výrazu: Neočekávaný operátor / Chyba ve výrazu: Neočekávaný operátor / Chyba ve výrazu: Neočekávaný operátor / Chyba ve výrazu: Neočekávaný operátor / Chyba ve výrazu: Neočekávaný operátor / Chyba ve výrazu: Neočekávaný operátor / Chyba ve výrazu: Neočekávaný operátor / Chyba ve výrazu: Neočekávaný operátor / Chyba ve výrazu: Neočekávaný operátor / Chyba ve výrazu: Neočekávaný operátor / Chyba ve výrazu: Neočekávaný operátor / -1.0000-0 | 100728 Q26790896  | Kategorie „Stromořadí u Dvorku“ na Wikimedia Commons                                   | jihovýchodně od obce kolem samoty Dvorek; v r. 1984 několik poškozeno vichřicí; po orkánu Kyril v r. 2007 odstraněn 1 vyvrácený strom                                                                                       |
| Dub u Ohrazenic                                             | Dub u Ohrazenic                                         | Ohrazenice 49°2′20″ s. š., 15°54′10″ v. d.           | dub letní                                                                                                  | 556 | 100774 Q26785947  | Kategorie „Dub u Ohrazenic“ na Wikimedia Commons                                       | Na louce u lesa, asi 2 km jihovýchodně od obce, v blízkosti potoka Nedvědka |
| Skupina dvou lip                                            | Skupina dvou lip                                        | Okrašovice 49°11′11″ s. š., 15°57′3″ v. d.           | lípa malolistá (2)                                                                                         | & Chyba ve výrazu: Neočekávaný operátor / Chyba ve výrazu: Neočekávaný operátor / Chyba ve výrazu: Neočekávaný operátor / Chyba ve výrazu: Neočekávaný operátor / Chyba ve výrazu: Neočekávaný operátor / Chyba ve výrazu: Neočekávaný operátor / Chyba ve výrazu: Neočekávaný operátor / Chyba ve výrazu: Neočekávaný operátor / Chyba ve výrazu: Neočekávaný operátor / Chyba ve výrazu: Neočekávaný operátor / Chyba ve výrazu: Neočekávaný operátor / Chyba ve výrazu: Neočekávaný operátor / Chyba ve výrazu: Neočekávaný operátor / Chyba ve výrazu: Neočekávaný operátor / Chyba ve výrazu: Neočekávaný operátor / -1.0000-0 | 100727 Q26783245  |                                                                                        | Okolo křížku z r. 1883 u odbočky na Okrašovice ze silnice Klučov–Pozďátky |
| Lípa u Vantiberku                                           | Lípa u Vantiberku                                       | Okřešice 49°16′34″ s. š., 15°50′22″ v. d.            | lípa malolistá                                                                                             | 280 | 100698 Q26785730  |                                                                                        | Vedle cesty u hospodářského stavení |
| Lípa u kaple                                                | Lípa u kaple                                            | Opatov 49°13′19″ s. š., 15°39′26″ v. d.              | lípa malolistá                                                                                             | 367 | 100725 Q26785795  |                                                                                        | po pravé straně silnice za obcí cca 100 m před kaplí sv. Anny |
| Skupina stromů u kaple                                      | Skupina stromů                                          | Opatov 49°13′17″ s. š., 15°39′22″ v. d.              | javor mléč (5) jasan ztepilý (3) lípa velkolistá (4) olše lepkavá (1) jírovec maďal (4) lípa malolistá (9) | & Chyba ve výrazu: Neočekávaný operátor / Chyba ve výrazu: Neočekávaný operátor / Chyba ve výrazu: Neočekávaný operátor / Chyba ve výrazu: Neočekávaný operátor / Chyba ve výrazu: Neočekávaný operátor / Chyba ve výrazu: Neočekávaný operátor / Chyba ve výrazu: Neočekávaný operátor / Chyba ve výrazu: Neočekávaný operátor / Chyba ve výrazu: Neočekávaný operátor / Chyba ve výrazu: Neočekávaný operátor / Chyba ve výrazu: Neočekávaný operátor / Chyba ve výrazu: Neočekávaný operátor / Chyba ve výrazu: Neočekávaný operátor / Chyba ve výrazu: Neočekávaný operátor / Chyba ve výrazu: Neočekávaný operátor / -1.0000-0 | 100726 Q26783248  |                                                                                        | u kaple sv. Anny |
| Pekařův dub                                                 |                                                         | Oponešice 49°2′57″ s. š., 15°38′21″ v. d.            | dub letní                                                                                                  | 400 | 105617 Q26790188  | Kategorie „Pekařův dub“ na Wikimedia Commons                                           | Uprostřed louky |
| Skupina šesti dubů                                          |                                                         | Pocoucov 49°14′37″ s. š., 15°53′24″ v. d.            | dub letní (6)                                                                                              | & Chyba ve výrazu: Neočekávaný operátor / Chyba ve výrazu: Neočekávaný operátor / Chyba ve výrazu: Neočekávaný operátor / Chyba ve výrazu: Neočekávaný operátor / Chyba ve výrazu: Neočekávaný operátor / Chyba ve výrazu: Neočekávaný operátor / Chyba ve výrazu: Neočekávaný operátor / Chyba ve výrazu: Neočekávaný operátor / Chyba ve výrazu: Neočekávaný operátor / Chyba ve výrazu: Neočekávaný operátor / Chyba ve výrazu: Neočekávaný operátor / Chyba ve výrazu: Neočekávaný operátor / Chyba ve výrazu: Neočekávaný operátor / Chyba ve výrazu: Neočekávaný operátor / Chyba ve výrazu: Neočekávaný operátor / -1.0000-0 | 100723 Q26783231  | Kategorie „Skupina šesti dubů (Pocoucov)“ na Wikimedia Commons                         | 250 m západně od obce, nedaleko potoka Lubí |
| Skupina tří dubů                                            |                                                         | Pocoucov 49°14′21″ s. š., 15°53′25″ v. d.            | dub letní (3)                                                                                              | & Chyba ve výrazu: Neočekávaný operátor / Chyba ve výrazu: Neočekávaný operátor / Chyba ve výrazu: Neočekávaný operátor / Chyba ve výrazu: Neočekávaný operátor / Chyba ve výrazu: Neočekávaný operátor / Chyba ve výrazu: Neočekávaný operátor / Chyba ve výrazu: Neočekávaný operátor / Chyba ve výrazu: Neočekávaný operátor / Chyba ve výrazu: Neočekávaný operátor / Chyba ve výrazu: Neočekávaný operátor / Chyba ve výrazu: Neočekávaný operátor / Chyba ve výrazu: Neočekávaný operátor / Chyba ve výrazu: Neočekávaný operátor / Chyba ve výrazu: Neočekávaný operátor / Chyba ve výrazu: Neočekávaný operátor / -1.0000-0 | 100722 Q26783228  | Kategorie „Skupina tří dubů“ na Wikimedia Commons                                      | Uprostřed pole nad soutokem Okřešického potoka a Lubí |
| Lípa na farní zahradě                                       |                                                         | Podklášteří 49°13′2″ s. š., 15°52′21″ v. d.          | lípa malolistá                                                                                             | 527 | 105648 Q26790210  |                                                                                        | V obci na farní zahradě |
| 4 duby v Bažantnici                                         | 4 duby v Bažantnici                                     | Podklášteří 49°14′19″ s. š., 15°50′41″ v. d.         | dub letní (4/3)                                                                                            | & Chyba ve výrazu: Neočekávaný operátor / Chyba ve výrazu: Neočekávaný operátor / Chyba ve výrazu: Neočekávaný operátor / Chyba ve výrazu: Neočekávaný operátor / Chyba ve výrazu: Neočekávaný operátor / Chyba ve výrazu: Neočekávaný operátor / Chyba ve výrazu: Neočekávaný operátor / Chyba ve výrazu: Neočekávaný operátor / Chyba ve výrazu: Neočekávaný operátor / Chyba ve výrazu: Neočekávaný operátor / Chyba ve výrazu: Neočekávaný operátor / Chyba ve výrazu: Neočekávaný operátor / Chyba ve výrazu: Neočekávaný operátor / Chyba ve výrazu: Neočekávaný operátor / Chyba ve výrazu: Neočekávaný operátor / -1.0000-0 | 100703 Q26783223  | Kategorie „4 duby v Bažantnici“ na Wikimedia Commons                                   | v lesním porostu Bažantnice, v blízkosti bezejmenného rybníka |
| Dub v Dubinách                                              | Dub v Dubinách                                          | Podklášteří 49°14′36″ s. š., 15°52′9″ v. d.          | dub letní                                                                                                  | 334 | 100704 Q26785739  | Kategorie „Dub v Dubinách“ na Wikimedia Commons                                        | nedaleko hájenky Dubiny, u lesní cesty |
| Stromořadí u Bažantnice                                     |                                                         | Podklášteří 49°14′5″ s. š., 15°50′58″ v. d.          | (130) | & Chyba ve výrazu: Neočekávaný operátor / Chyba ve výrazu: Neočekávaný operátor / Chyba ve výrazu: Neočekávaný operátor / Chyba ve výrazu: Neočekávaný operátor / Chyba ve výrazu: Neočekávaný operátor / Chyba ve výrazu: Neočekávaný operátor / Chyba ve výrazu: Neočekávaný operátor / Chyba ve výrazu: Neočekávaný operátor / Chyba ve výrazu: Neočekávaný operátor / Chyba ve výrazu: Neočekávaný operátor / Chyba ve výrazu: Neočekávaný operátor / Chyba ve výrazu: Neočekávaný operátor / Chyba ve výrazu: Neočekávaný operátor / Chyba ve výrazu: Neočekávaný operátor / Chyba ve výrazu: Neočekávaný operátor / -1.0000-0 | 106500 Q90311722  |                                                                                        | Vlevo od silnice z Třebíče do Račerovic u bývalého lesního závodu. |
| Lipové stromořadí v Polici                                  | Lipové stromořadí v Polici                              | Police 48°57′47″ s. š., 15°36′54″ v. d.              | lípa malolistá (31)                                                                                        | & Chyba ve výrazu: Neočekávaný operátor / Chyba ve výrazu: Neočekávaný operátor / Chyba ve výrazu: Neočekávaný operátor / Chyba ve výrazu: Neočekávaný operátor / Chyba ve výrazu: Neočekávaný operátor / Chyba ve výrazu: Neočekávaný operátor / Chyba ve výrazu: Neočekávaný operátor / Chyba ve výrazu: Neočekávaný operátor / Chyba ve výrazu: Neočekávaný operátor / Chyba ve výrazu: Neočekávaný operátor / Chyba ve výrazu: Neočekávaný operátor / Chyba ve výrazu: Neočekávaný operátor / Chyba ve výrazu: Neočekávaný operátor / Chyba ve výrazu: Neočekávaný operátor / Chyba ve výrazu: Neočekávaný operátor / -1.0000-0 | 100776 Q26790874  | Kategorie „Lipové stromořadí v Polici“ na Wikimedia Commons                            | Podél silnice z Police do Dančovic, asi 400 m dlouhá alej |
| Borovice u Pozďatína †                                      | Borovice u Pozďatína                                    | Pozďatín 49°14′2″ s. š., 16°3′5″ v. d.               | borovice lesní                                                                                             | 210 | 100719 Q26785768  | Kategorie „Borovice u Pozďatína“ na Wikimedia Commons                                  | před železničním přejezdem po pravé straně silnice z Pozďatína na Okarec, naproti rybníku Donát. Strom uschnul, ochrana zrušena 10. listopadu 2022.                                                                         |
| Dub u Hadí hory                                             | Dub u Hadí hory                                         | Předín 49°12′29″ s. š., 15°41′12″ v. d.              | dub letní                                                                                                  | 468 | 100721 Q20851623  | Kategorie „Dub u Hadí hory“ na Wikimedia Commons                                       | pod hájenkou "U útěchy"; u silnice z Předína na křižovatku se silnicí Heraltice–Opatov |
| Dub u Ptáčova                                               | Dub u Ptáčova                                           | Ptáčov 49°14′17″ s. š., 15°55′39″ v. d.              | dub letní                                                                                                  | 210 | 100720 Q26785772  | Kategorie „Dub u Ptáčova“ na Wikimedia Commons                                         | na okraji pole asi 1 km severně od obce |
| Borovice u Račerovic †                                      |                                                         | Račerovice 49°14′20″ s. š., 15°49′34″ v. d.          | borovice lesní                                                                                             | & Chyba ve výrazu: Neočekávaný operátor / Chyba ve výrazu: Neočekávaný operátor / Chyba ve výrazu: Neočekávaný operátor / Chyba ve výrazu: Neočekávaný operátor / Chyba ve výrazu: Neočekávaný operátor / Chyba ve výrazu: Neočekávaný operátor / Chyba ve výrazu: Neočekávaný operátor / Chyba ve výrazu: Neočekávaný operátor / Chyba ve výrazu: Neočekávaný operátor / Chyba ve výrazu: Neočekávaný operátor / Chyba ve výrazu: Neočekávaný operátor / Chyba ve výrazu: Neočekávaný operátor / Chyba ve výrazu: Neočekávaný operátor / Chyba ve výrazu: Neočekávaný operátor / Chyba ve výrazu: Neočekávaný operátor / -1.0000-0 | 100718            |                                                                                        | 1 km jihozápadně od Račerovic |
| Valíčkův dub                                                | Valíčkův dub                                            | Račerovice 49°14′44″ s. š., 15°50′22″ v. d.          | dub letní                                                                                                  | 597 | 100778 Q26785953  | Kategorie „Valíčkův dub“ na Wikimedia Commons                                          | Po levé straně silnice z Třebíče do Račerovic; cca 300 m před obcí |
| Dub u Račic                                                 | Dub u Račic                                             | Račice 49°6′46″ s. š., 15°59′51″ v. d.               | dub letní                                                                                                  | 470 | 100717 Q26785764  | Kategorie „Dub u Račic“ na Wikimedia Commons                                           | v lesním porostu asi 150 m jihovýchodně od silnice z Myslibořic do Odunce u vrchu Svatocheň, na konci roku se tradičně schází lidé z okolí pod dubem u vrchu Svatocheň                                                      |
| Dub u hájovny Kadečka                                       | Dub u hájovny Kadečka                                   | Radkovice u Hrotovic 49°4′4″ s. š., 15°58′23″ v. d.  | dub letní                                                                                                  | 350 | 100716 Q26785762  | Kategorie „Dub u hájovny Kadečka“ na Wikimedia Commons                                 | u lesní cesty nedaleko hájenky Kadečka pod obcí |
| Dub u Kadečky                                               |                                                         | Radkovice u Hrotovic 49°5′32″ s. š., 15°58′4″ v. d.  | dub letní                                                                                                  | 530 | 100713 Q26785755  | Kategorie „Dub u Kadečky“ na Wikimedia Commons                                         | na okraji lesní paseky, asi 100 m vpravo od cesty z hájenky na Myslibořice |
| Spálený dub                                                 | Spálený dub                                             | Radkovice u Hrotovic 49°3′21″ s. š., 15°57′58″ v. d. | dub letní                                                                                                  | 525 | 100715 Q26785758  | Kategorie „Spálený dub“ na Wikimedia Commons                                           | na okraji paseky u chaty, 100 m od toku Rokytné |
| Dub u Lipníka                                               |                                                         | Ratibořice 49°8′11″ s. š., 15°55′29″ v. d.           | dub letní                                                                                                  | 365 | 100732 Q26785868  | Kategorie „Dub u Lipníka“ na Wikimedia Commons                                         | asi 200 m u cesty z Lipníka do Ratibořic |
| Javor u Římova                                              | Javor u Římova                                          | Římov 49°10′25″ s. š., 15°45′44″ v. d.               | javor klen                                                                                                 | 383 | 106018 Q26790629  | Kategorie „Javor u Římova“ na Wikimedia Commons                                        | V polích nad obcí u křížku. |
| Dub u Glorietu                                              |                                                         | Sedlec 49°9′46″ s. š., 16°9′55″ v. d.                | dub letní                                                                                                  | 300 | 100712 Q26785750  | Kategorie „Dub u Glorietu (Sedlec)“ na Wikimedia Commons                               | u Glorietu, u zelené turist. trasy z Vlčího kopce do Náměště nad Oslavou |
| Třešeň u Hošťanky                                           |                                                         | Slavice 49°10′11″ s. š., 15°52′16″ v. d.             | třešeň ptačí                                                                                               | 399 | 100711 Q26785748  | Kategorie „Třešeň u Hošťanky“ na Wikimedia Commons                                     | u staré cesty, 500 m jižně od obce Slavice v blízkosti PR Hošťanka |
| Vrba u Sokolí †                                             |                                                         | Sokolí 49°13′40″ s. š., 15°50′41″ v. d.              | vrba bílá                                                                                                  | & Chyba ve výrazu: Neočekávaný operátor / Chyba ve výrazu: Neočekávaný operátor / Chyba ve výrazu: Neočekávaný operátor / Chyba ve výrazu: Neočekávaný operátor / Chyba ve výrazu: Neočekávaný operátor / Chyba ve výrazu: Neočekávaný operátor / Chyba ve výrazu: Neočekávaný operátor / Chyba ve výrazu: Neočekávaný operátor / Chyba ve výrazu: Neočekávaný operátor / Chyba ve výrazu: Neočekávaný operátor / Chyba ve výrazu: Neočekávaný operátor / Chyba ve výrazu: Neočekávaný operátor / Chyba ve výrazu: Neočekávaný operátor / Chyba ve výrazu: Neočekávaný operátor / Chyba ve výrazu: Neočekávaný operátor / -1.0000-0 | 105652            |                                                                                        | Na levé straně silnice z Třebíče do Nové Vsi nedaleko odbočky k Sokolí |
| Dub u Palečkova mlýna                                       | Dub u Palečkova mlýna západ slunce                      | Sokolí 49°13′22″ s. š., 15°49′54″ v. d.              | dub letní                                                                                                  | 405 | 106059 Q26790671  |                                                                                        | Nedaleko Palečkova mlýna u cyklostezky směrem k Petrovicím. V roce 2024 se strom dostal do finále ankety Strom roku. |
| Douglasky u Zátiší                                          | Douglasky u Zátiší                                      | Svatoslav 49°19′51″ s. š., 15°49′24″ v. d.           | douglaska tisolistá (6)                                                                                    | & Chyba ve výrazu: Neočekávaný operátor / Chyba ve výrazu: Neočekávaný operátor / Chyba ve výrazu: Neočekávaný operátor / Chyba ve výrazu: Neočekávaný operátor / Chyba ve výrazu: Neočekávaný operátor / Chyba ve výrazu: Neočekávaný operátor / Chyba ve výrazu: Neočekávaný operátor / Chyba ve výrazu: Neočekávaný operátor / Chyba ve výrazu: Neočekávaný operátor / Chyba ve výrazu: Neočekávaný operátor / Chyba ve výrazu: Neočekávaný operátor / Chyba ve výrazu: Neočekávaný operátor / Chyba ve výrazu: Neočekávaný operátor / Chyba ve výrazu: Neočekávaný operátor / Chyba ve výrazu: Neočekávaný operátor / -1.0000-0 | 100709 Q26783241  | Kategorie „Památné douglasky u Zátiší“ na Wikimedia Commons                            | v okolí zámečku Zátiší |
| Korákův buk †                                               |                                                         | Svatoslav                                            | buk lesní                                                                                                  | 452 | 104413 Q74835616  |                                                                                        | Na rozhraní lesa a pole v trati "Helky", cca 2 km západně od Svatoslavi a 400 m jižně od bývalé hájovny U buku; spadl při vichřici v r. 1987, ochrana byla zrušena 11.08.2020                                               |
| Dvojčata                                                    |                                                         | Šemíkovice 49°2′36″ s. š., 16°7′26″ v. d.            | dub letní                                                                                                  | & Chyba ve výrazu: Neočekávaný operátor / Chyba ve výrazu: Neočekávaný operátor / Chyba ve výrazu: Neočekávaný operátor / Chyba ve výrazu: Neočekávaný operátor / Chyba ve výrazu: Neočekávaný operátor / Chyba ve výrazu: Neočekávaný operátor / Chyba ve výrazu: Neočekávaný operátor / Chyba ve výrazu: Neočekávaný operátor / Chyba ve výrazu: Neočekávaný operátor / Chyba ve výrazu: Neočekávaný operátor / Chyba ve výrazu: Neočekávaný operátor / Chyba ve výrazu: Neočekávaný operátor / Chyba ve výrazu: Neočekávaný operátor / Chyba ve výrazu: Neočekávaný operátor / Chyba ve výrazu: Neočekávaný operátor / -1.0000-0 | 100766 Q26785934  |                                                                                        | Na okraji lesa v lokalitě Pod Vejrovou skálou, na levé straně řeky Rokytná; Dvojkmen, každý s obvodem 400 cm |
| Knolův dub                                                  |                                                         | Šemíkovice 49°2′48″ s. š., 16°6′33″ v. d.            | dub letní                                                                                                  | 500 | 100765 Q26785932  | Kategorie „Knolův dub“ na Wikimedia Commons                                            | Na okraji lesa v lokalitě Knolova zahrádka |
| Lípa u Rouchovanky                                          |                                                         | Šemíkovice 49°3′40″ s. š., 16°7′17″ v. d.            | lípa malolistá                                                                                             | 310 | 100708 Q26785742  | Kategorie „Lípa u Rochovanky“ na Wikimedia Commons                                     | nedaleko Loupalova mlýna u potoka Rouchovanky; pravděpodobně nevyhlášena |
| Jedle na hoře Mařenka †                                     |                                                         | Štěměchy                                             | jedle bělokorá                                                                                             | 326 | 100777 Q74842831  |                                                                                        | V lesním porostu na hoře Mařenka, v lesnickém úseku Dašov; v r. 1983 uschl, ochrana zrušena 12.08.2020 |
| Skupina stromů u tvrze                                      |                                                         | Štěměchy 49°11′31″ s. š., 15°43′ v. d.               | dub letní (5) javor klen (1) jilm horský (1) olše lepkavá (1) lípa malolistá (2)                           | & Chyba ve výrazu: Neočekávaný operátor / Chyba ve výrazu: Neočekávaný operátor / Chyba ve výrazu: Neočekávaný operátor / Chyba ve výrazu: Neočekávaný operátor / Chyba ve výrazu: Neočekávaný operátor / Chyba ve výrazu: Neočekávaný operátor / Chyba ve výrazu: Neočekávaný operátor / Chyba ve výrazu: Neočekávaný operátor / Chyba ve výrazu: Neočekávaný operátor / Chyba ve výrazu: Neočekávaný operátor / Chyba ve výrazu: Neočekávaný operátor / Chyba ve výrazu: Neočekávaný operátor / Chyba ve výrazu: Neočekávaný operátor / Chyba ve výrazu: Neočekávaný operátor / Chyba ve výrazu: Neočekávaný operátor / -1.0000-0 | 100707 Q26783240  | Kategorie „Skupina stromů u tvrze“ na Wikimedia Commons                                | V okolí kulturního domu Tvrz na okraji obce |
| Dva jasany u Trnavy                                         |                                                         | Trnava 49°14′53″ s. š., 15°55′30″ v. d.              | jasan ztepilý (2)                                                                                          | & Chyba ve výrazu: Neočekávaný operátor / Chyba ve výrazu: Neočekávaný operátor / Chyba ve výrazu: Neočekávaný operátor / Chyba ve výrazu: Neočekávaný operátor / Chyba ve výrazu: Neočekávaný operátor / Chyba ve výrazu: Neočekávaný operátor / Chyba ve výrazu: Neočekávaný operátor / Chyba ve výrazu: Neočekávaný operátor / Chyba ve výrazu: Neočekávaný operátor / Chyba ve výrazu: Neočekávaný operátor / Chyba ve výrazu: Neočekávaný operátor / Chyba ve výrazu: Neočekávaný operátor / Chyba ve výrazu: Neočekávaný operátor / Chyba ve výrazu: Neočekávaný operátor / Chyba ve výrazu: Neočekávaný operátor / -1.0000-0 | 100706 Q26783235  | Kategorie „Památné jasany u Trnavy“ na Wikimedia Commons                               | Na pravé straně cesty z Trnavy do Ptáčova u křížku, u mostku přes bezejmenný přítok Klapůvky |
| Skupina dvou lip †                                          |                                                         | Třebelovice                                          | lípa (2)                                                                                                   | & Chyba ve výrazu: Neočekávaný operátor / Chyba ve výrazu: Neočekávaný operátor / Chyba ve výrazu: Neočekávaný operátor / Chyba ve výrazu: Neočekávaný operátor / Chyba ve výrazu: Neočekávaný operátor / Chyba ve výrazu: Neočekávaný operátor / Chyba ve výrazu: Neočekávaný operátor / Chyba ve výrazu: Neočekávaný operátor / Chyba ve výrazu: Neočekávaný operátor / Chyba ve výrazu: Neočekávaný operátor / Chyba ve výrazu: Neočekávaný operátor / Chyba ve výrazu: Neočekávaný operátor / Chyba ve výrazu: Neočekávaný operátor / Chyba ve výrazu: Neočekávaný operátor / Chyba ve výrazu: Neočekávaný operátor / -1.0000-0 | 105675 Q76809924  |                                                                                        | 1 lípa skácena v r. 1984, z druhé zůstalo torzo, které bylo bez vědomí ochrany přírody skáceno neznámo kdy, ochrana zrušena nebyla                                                                                          |
| Buky u Třebenic                                             |                                                         | Třebenice 49°10′53″ s. š., 16°0′37″ v. d.            | buk lesní (2)                                                                                              | & Chyba ve výrazu: Neočekávaný operátor / Chyba ve výrazu: Neočekávaný operátor / Chyba ve výrazu: Neočekávaný operátor / Chyba ve výrazu: Neočekávaný operátor / Chyba ve výrazu: Neočekávaný operátor / Chyba ve výrazu: Neočekávaný operátor / Chyba ve výrazu: Neočekávaný operátor / Chyba ve výrazu: Neočekávaný operátor / Chyba ve výrazu: Neočekávaný operátor / Chyba ve výrazu: Neočekávaný operátor / Chyba ve výrazu: Neočekávaný operátor / Chyba ve výrazu: Neočekávaný operátor / Chyba ve výrazu: Neočekávaný operátor / Chyba ve výrazu: Neočekávaný operátor / Chyba ve výrazu: Neočekávaný operátor / -1.0000-0 | 100697 Q26783202  | Kategorie „Buky u Třebenic“ na Wikimedia Commons                                       | ve strži nad levým a pravým břehem potoka |
| Lípa u Třebenic                                             |                                                         | Třebenice 49°10′8″ s. š., 15°59′32″ v. d.            | lípa malolistá                                                                                             | 474 | 100710 Q26785745  |                                                                                        | 300 m od křižovatky silnic Slavičky–Třebenice a Dolní Vilémovice–Číměř |
| Lípy u Třebenic                                             |                                                         | Třebenice 49°10′2″ s. š., 16°0′4″ v. d.              | lípa malolistá (4)                                                                                         | & Chyba ve výrazu: Neočekávaný operátor / Chyba ve výrazu: Neočekávaný operátor / Chyba ve výrazu: Neočekávaný operátor / Chyba ve výrazu: Neočekávaný operátor / Chyba ve výrazu: Neočekávaný operátor / Chyba ve výrazu: Neočekávaný operátor / Chyba ve výrazu: Neočekávaný operátor / Chyba ve výrazu: Neočekávaný operátor / Chyba ve výrazu: Neočekávaný operátor / Chyba ve výrazu: Neočekávaný operátor / Chyba ve výrazu: Neočekávaný operátor / Chyba ve výrazu: Neočekávaný operátor / Chyba ve výrazu: Neočekávaný operátor / Chyba ve výrazu: Neočekávaný operátor / Chyba ve výrazu: Neočekávaný operátor / -1.0000-0 | 100705 Q26783204  |                                                                                        | u křížku 500 m od křižovatky silnic Slavičky–Třebenice a Dolní Vilémovice–Číměř |
| Lípa v Udeřicích †                                          |                                                         | Udeřice                                              | lípa malolistá                                                                                             | 575 | 104412 Q74835484  |                                                                                        | Po levé straně silnice do Myslibořic na kraji osady; při vichřici 8.8.1978 zlomena |
| Dub ve Vanči                                                | Dub ve Vanči                                            | Vaneč                                                | dub letní                                                                                                  | 590 | 106366 Q112080014 |                                                                                        | Strom roste v travnaté ploše u silnice č. 3293 v obci Vaneč, na rozhraní p. č. 27 a 37. |
| Buk pod Stříbrným vrchem                                    | Buk pod Stříbrným vrchem                                | Velký Dešov 48°57′18″ s. š., 15°43′51″ v. d.         | buk lesní                                                                                                  | 325 | 100760 Q26785925  | Kategorie „Buk pod Stříbrným vrchem“ na Wikimedia Commons                              | v lesním porostu 46 B pod Stříbrným vrchem |
| Buk u cesty na Suchou horu                                  | Buk u cesty na Suchou horu                              | Velký Dešov 48°58′8″ s. š., 15°43′11″ v. d.          | buk lesní                                                                                                  | 338 | 100756 Q26785913  | Kategorie „Buk u cesty na Suchou horu“ na Wikimedia Commons                            | u cesty na Suchou horu |
| Buk ve Žlíbku                                               | Buk ve Žlíbku                                           | Velký Dešov 48°57′37″ s. š., 15°43′56″ v. d.         | buk lesní                                                                                                  | 314 | 100759 Q26785923  | Kategorie „Buk ve Žlíbku“ na Wikimedia Commons                                         | ve Žlíbku pod Stříbrným vrchem, nedaleko potoka |
| Dub u hájenky Černá blata                                   |                                                         | Velký Dešov 48°58′7″ s. š., 15°44′55″ v. d.          | dub letní                                                                                                  | 459 | 100757 Q26785917  |                                                                                        | u hájenky Černá blata, po levé straně silnice z Dešova do Zálesí |
| Klen pod Suchou horou                                       | Klen pod Suchou horou                                   | Velký Dešov 48°58′4″ s. š., 15°43′8″ v. d.           | javor klen                                                                                                 | 465 | 100761 Q26785928  | Kategorie „Klen pod Suchou horou“ na Wikimedia Commons                                 | pod Suchou horou, po pravé straně cesty od Zabitého na Suchý vrch |
| Lípa u hájenky Černá blata †                                |                                                         | Velký Dešov 48°58′7″ s. š., 15°44′54″ v. d.          | lípa malolistá                                                                                             | 390 | 100758 Q26785921  |                                                                                        | u hájenky Černá blata, po levé straně silnice z Dešova do Zálesí. Ochrana zrušena 15. srpna 2022 |
| Buk u Velkého Javora                                        |                                                         | Věstoňovice 49°17′7″ s. š., 15°51′34″ v. d.          | buk lesní                                                                                                  | 440 | 100701 Q26785736  | Kategorie „Buk u Velkého Javora“ na Wikimedia Commons                                  | v porostu u cesty poblíž Velkého Javora |
| Buk u Velkého javoru †                                      |                                                         | Věstoňovice                                          | buk lesní                                                                                                  | 311 | 100702 Q74842814  |                                                                                        | v lesním lemu, v místní trati Velký javor |
| Smrky u Vlasákovy hájenky                                   | Smrky u Vlasákovy hájenky                               | Zňátky 49°11′1″ s. š., 16°9′31″ v. d.                | smrk ztepilý (2)                                                                                           | & Chyba ve výrazu: Neočekávaný operátor / Chyba ve výrazu: Neočekávaný operátor / Chyba ve výrazu: Neočekávaný operátor / Chyba ve výrazu: Neočekávaný operátor / Chyba ve výrazu: Neočekávaný operátor / Chyba ve výrazu: Neočekávaný operátor / Chyba ve výrazu: Neočekávaný operátor / Chyba ve výrazu: Neočekávaný operátor / Chyba ve výrazu: Neočekávaný operátor / Chyba ve výrazu: Neočekávaný operátor / Chyba ve výrazu: Neočekávaný operátor / Chyba ve výrazu: Neočekávaný operátor / Chyba ve výrazu: Neočekávaný operátor / Chyba ve výrazu: Neočekávaný operátor / Chyba ve výrazu: Neočekávaný operátor / -1.0000-0 | 100700 Q26783192  | Kategorie „Smrky u Vlasákovy hájenky“ na Wikimedia Commons                             | u Vlasákovy hájenky, na pravém břehu Oslavy |
| Lípa u silnice                                              |                                                         | Želetava 49°9′ s. š., 15°40′16″ v. d.                | lípa malolistá                                                                                             | 423 | 100699 Q26785733  | Kategorie „Lípa u silnice (Želetava)“ na Wikimedia Commons                             | po levé straně silnice na Předín, naproti výjezdu ke koupališti u rybníka Hadrava |